# Clusiamyia nitida
Clusiamyia nitida är en tvåvingeart som beskrevs av Maia 1997. Clusiamyia nitida ingår i släktet Clusiamyia och familjen gallmyggor. Inga underarter finns listade i Catalogue of Life.